# Marzabotto
Marzabotto (emilián nyelven Marzabòt) település Olaszországban, Emilia-Romagna régióban, Bologna megyében. Lakosainak száma 6856 fő (2023. január 1.). Marzabotto Grizzana Morandi, Monzuno, Sasso Marconi, Vergato, Monte San Pietro és Valsamoggia községekkel határos.

## Népesség
A település lakossága az elmúlt években az alábbi módon változott:
| Lakosok száma | 6812 | 6853 | 6856 |
|               | 2017 | 2018 | 2023 |